# Sapyga similis
Sapyga similis (лат.) — вид ос-сапиг из подсемейства Sapyginae (Sapygidae).

## Распространение
Палеарктика: Европа, Урал, Сибирь, Казахстан, Дальний Восток, Монголия, Китай.

## Описание
Длина самок 9—13 мм, самцов 7—11 мм. Брюшко имеет развитый ржаво-жёлтоватый рисунок. 6-й стернит окрашен в чёрный цвет. Щёки самок с грубой пунктировкой. В Европе отмечены как гнездовые паразиты пчёл Osmia, Heriades, Formicapis, Chelostoma.
Вид Sapyga similis (Сапига сходная) внесён в Перечень животных, нуждающихся в охране в Ямало — Ненецком автономном округе.